# Mesapamea brevipennis
Mesapamea brevipennis là một loài bướm đêm trong họ Noctuidae.